# Friedrich Wilhelm von Wistinghausen

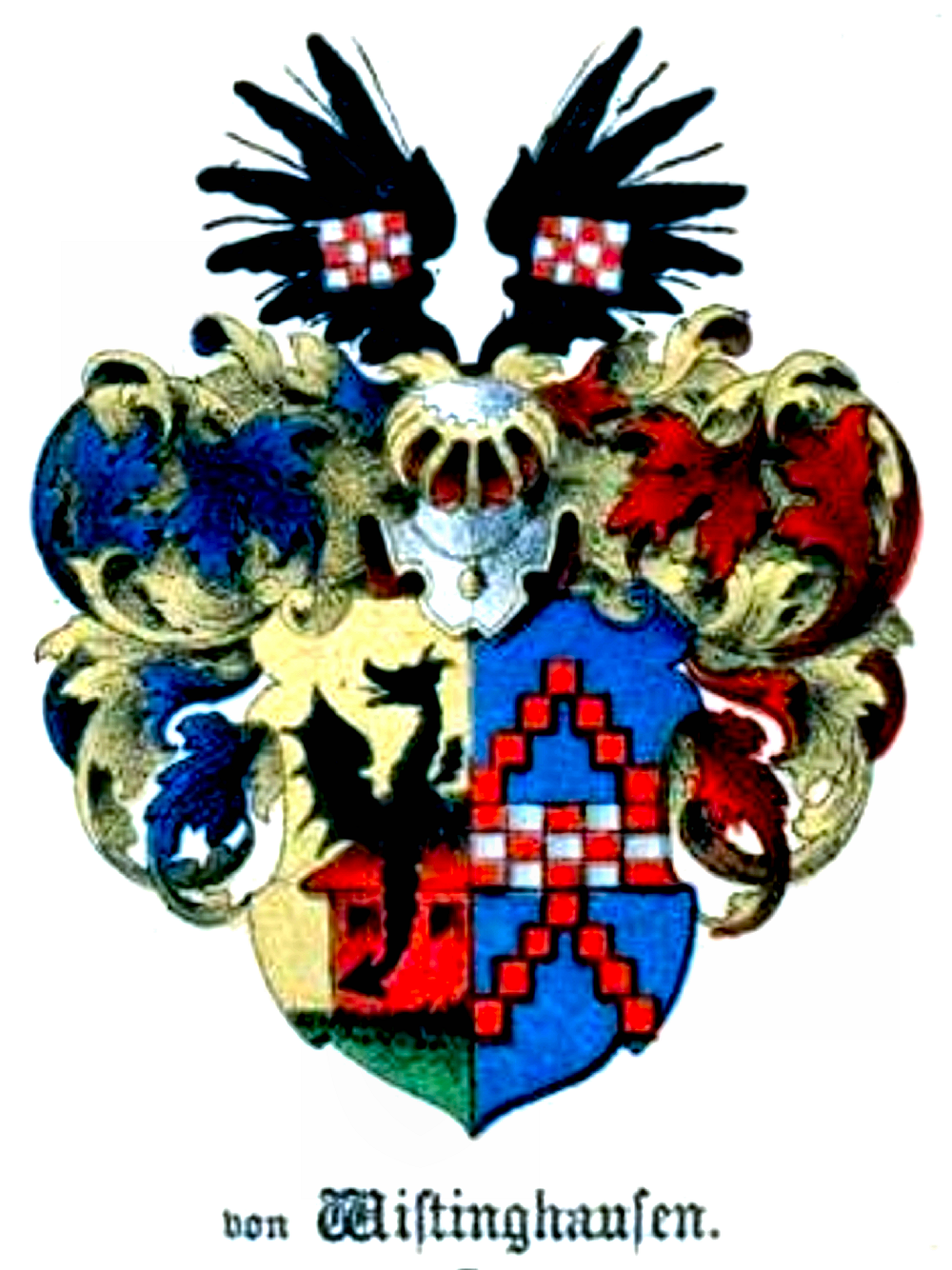
Wappen der Adelsfamilie von Wistinghausen

Friedrich Wilhelm von Wistinghausen, auch Frederick William Westinghousen (* 14. Oktober 1777 in Reval; † 17. Februar 1840 in Sankt Petersburg) war ein deutsch-baltischer Adliger, Kaufmann und Unternehmer in London, Peterhof und Reval, sowie russischer Hofrat.

## Leben
Friedrich Wilhelm von Wistinghausen gründete 1798 in London die Handelsgesellschaft für Kommissionen „Wistinghausen, Evans & Co“, ab 1799 war er Gesellschafter am Handelshaus Schneider & Co. Das Handelshaus F.W. Wistinghausen & Co. existierte in London ab 1801 und ging 1814 in Konkurs. 
1811 erhielt er das Bürgerrecht seiner Heimatstadt Reval als Kaufmann.
In Peterhof bei St. Petersburg gründete Friedrich Wilhelm von Wissinghausen auf der Grundlage eines 1814 in London geschlossenen Vertrages die erste maschinell arbeitende Papierfabrik Russlands und war bis 1829 dort Direktor. 1829 musste er seinen privaten Konkurs anmelden. Gleichzeitig war von Wistinghausen von 1816 bis 1829 Leiter der kaiserlichen Schleiferei in Peterhof, deren Zerfall er auch zu verantworten hatte. 1825 wurde ihm der russische Rang eines Hofrats verliehen und 1826 erhielt er, ohne dass er die notwendigen Kenntnisse besaß,  den Aufsichtsposten über die Wasserkünste in den Park von Peterhof. 
Mit Hilfe kaiserlicher Privilegien begann er ebenfalls im Jahre 1826 mit dem Bau einer privaten Papierfabrik in Reval, dessen Fertigstellung scheitert jedoch an einem frühzeitigen Konkurs. 
Friedrich Wilhelm von Wistinghausen veröffentlichte ein Album mit Zeichnungen, welches im Archiv des Schlosses Peterhof aufbewahrt wird.

## Herkunft und Familie
Friedrich Wilhelm von Wistinghausen entstammte einer alt eingesessenen Ratsfamilie in Reval. Sein Vater war der Revaler Kaufmann Johann Christian von Wistinghausen (1743–1787), der mit Margarethe Buchau (1745–1896) verheiratet war. Friedrich Wilhelm heiratete in London Marie Auguste Schneider (* um 1775 in London, † um 23. Februar 1835), ihre Nachkommen waren:
- Elizabeth Margaretha Wistinghausen (* 1802)
- Edmund William Wistinghausen (* 29. August 1804 in London, † 31. Juli 1863 in Sankt Petersburg) ⚭ Alexandrine Baroth (* 1805 in Reval, † 1879 in Sankt Petersburg)